# Damian Lillard
Damian Lamonte Ollie Lillard (født 15. juli 1990) er en amerikansk professionel basketballspiller, der til dagligt spiller for klubben Milwaukee Bucks i NBA. Han er desuden kendt som rapper under navnet Dame D.O.L.L.A. og har udgivet flere album.

## Barndom
Damian Lillard voksede op i Brookfield med sin familie. Basketball fangede ham fra en ung alder, da han plejede at skyde bolde igennem forskellige ringe, han fandt rundt omkring. Som årene gik blev han bedre og bedre, og han endte med at blive draftet til NBA i 2012.

## Karriere

### Klubkarriere
Han spillede college for Weber State Wildcats (2008-2012). Efter at han blev draftet af Portland Trail Blazers som den sjette i 2012, vandt Damiam Lillard "Rookie of the Year"-prisen i samme sæson. Damian Lillard er senere blevet udnævnt til NBA All-Star Game otte gange. I 2023 skiftede han til Milwaukee Bucks.
Damian Lillard er nu kendt som en af de bedste 3-points skytter, ligaen har set.[kilde mangler]

### Landsholdskarriere
Han var med på USA's basketballlandshold til OL 2020 i Tokyo (afholdt i 2021). Her bestod indledende runde for første gang af fire puljer à fire hold, og USA var knap så store favoritter, som de tidligere havde været. Holdet indledte med at tabe til Frankrig, men vandt de to øvrige kampe og var dermed klar til knockout-fasen. Holdet virkede til at blive stærkere, som turneringen skred frem, og det vandt kvartfinalen over Spanien, derpå semifinalen over Australien, inden de i finalen igen stod over for Frankrig. Kampen blev ret tæt, men i anden halvleg var det med USA i spidsen hele tiden, og holdet genvandt guldet med en sejr på 87-82, mens Frankrig fik sølv og Australien bronze efter sejr i kampen om tredjepladsen.